# 穆尼奥佩德罗
穆尼奥佩德罗，是西班牙卡斯蒂利亚-莱昂塞戈维亚省的一个市镇。 总面积87平方公里，总人口394人（2001年），人口密度5人/平方公里。